# Ámbrax

Ambracia en la Antigua Épiro.

Ámbrax o Ambrace (del griego antiguo: Άμβραξ) fue un rey mitológico griego de la ciudad de Ambracia, ubicada en la región de Épiro de la Antigua Grecia. 
Ámbrax fue rey cuando el exiliado Eneas llegó a su ciudad. Era hijo de Dexámeno, que a su vez era hijo de Hércules.